# Casa Grijalbo i Martí
La Casa Grijalbo i Martí a Vilafamés, a la comarca de la Plana Alta, és una antiga casa catalogada com a Monument d'interès local
Experts arqueòlegs estudien aquest edifici a l'igual que ocorre amb la coneguda com a Casa Almenar Andreu, per possiblement poder catalogar-lo  com Bé d'Interès Cultural, si se'n pot demostrar l'ús defensiu.